# Pellobunus insulcatus
Pellobunus insulcatus – gatunek kosarza z podrzędu Laniatores i rodziny Samoidae.

## Występowanie
Gatunek wykazany z Salwadoru.